# Lukas Nmecha
Lukas Nmecha (Hamburg, 14 december 1998) is een Duits voetballer die doorgaans als aanvaller speelt. Hij stroomde in 2017 door vanuit de jeugd van Manchester City, dat hij in juli 2021 verruilde voor VfL Wolfsburg.

## Clubcarrière

### Manchester City
Nmecha werkte zijn jeugdopleiding af bij Manchester City. Op 19 december 2017 kreeg hij zijn eerste kans in het eerste elftal toen hij in de League Cup-wedstrijd tegen Leicester City in de 88e minuut mocht invallen voor Brahim Díaz. Nmecha viel in bij een 0-1-voorsprong, maar in de blessuretijd dwong Leicester-spits Jamie Vardy met zijn doelpunt verlengingen af. In de daaropvolgende strafschoppenreeks trapte Nmecha een penalty succesvol binnen, waarmee hij bijdroeg tot de kwalificatie van Manchester City. De club won het toernooi uiteindelijk, waardoor Nmecha de League Cup 2017/18 op zijn palmares mocht bijschrijven. Hetzelfde geldt voor de Premier League 2017/18, want in het kampioenenseizoen van Manchester City mocht Nmecha ook in twee competitiewedstrijden opdraven: tegen West Ham United (29 april 2018) mocht hij in de 80e minuut invallen voor Gabriel Jesus, en tegen Brighton & Hove Albion (9 mei 2018) in de 86e minuut voor Yaya Touré. City had de kampioenstitel toen wel al veroverd.

#### Uitleenbeurten
Nmecha werd in het seizoen 2018/19 verhuurd aan Preston North End, in augustus 2019 aan VfL Wolfsburg, in januari 2020 aan Middlesbrough en in augustus 2020 aan RSC Anderlecht. Bij Anderlecht scoorde hij zijn eerste twee doelpunten via de strafschopstip, zijn eerste veldgoal volgde pas op de tiende speeldag tegen KV Kortrijk. Later in het seizoen groeide Nmecha, die bij zijn vorige huurclubs nooit vaak aan het kanon stond, uit tot een topschutter: met achttien competitiegoals groeide hij zelfs uit tot clubtopschutter van het seizoen. Hij werd door de supporters ook verkozen tot Anderlecht-speler van het seizoen. Anderlecht, dat geen aankoopoptie had bedongen in het huurcontract, probeerde de aanvaller te overtuigen tot een verlengd verblijf, maar op het einde van het seizoen nam Nmecha afscheid van de club.

### VfL Wolfsburg
In juli 2021 ondertekende Nmecha een vierjarig contract bij VfL Wolfsburg, de club waaraan hij in het seizoen 2019/20 al eens was uitgeleend.

### Leeds United
In Juni 2025 ondertekende Nmecha een tweejarig contract bij Leeds United. 

## Clubstatistieken
| Seizoen     | Club                | Land               | Competitie      | Competitie | Competitie | Beker | Beker | Europees | Europees | Totaal | Totaal |
| Seizoen     | Club                | Land               | Competitie      | Wed.       | Dlp.       | Wed.  | Dlp.  | Wed.     | Dlp.     | Wed.   | Dlp.   |
| ----------- | ------------------- | ------------------ | --------------- | ---------- | ---------- | ----- | ----- | -------- | -------- | ------ | ------ |
| 2017/18     | Manchester City     | Vlag van Engeland  | Premier League  | 2          | 0          | 1     | 0     | 0        | 0        | 3      | 0      |
| Club Totaal | Club Totaal         | Club Totaal        | Club Totaal     | 2          | 0          | 1     | 0     | 0        | 0        | 3      | 0      |
| 2018/19     | → Preston North End | Vlag van Engeland  | Championship    | 41         | 3          | 3     | 0     | —        | —        | 44     | 3      |
| Club Totaal | Club Totaal         | Club Totaal        | Club Totaal     | 41         | 3          | 3     | 0     | 0        | 0        | 44     | 3      |
| 2019/20     | → VfL Wolfsburg     | Vlag van Duitsland | Bundesliga      | 6          | 0          | 1     | 0     | 5        | 0        | 12     | 0      |
| Club Totaal | Club Totaal         | Club Totaal        | Club Totaal     | 6          | 0          | 1     | 0     | 5        | 0        | 12     | 0      |
| 2019/20     | → Middlesbrough     | Vlag van Engeland  | Championship    | 11         | 0          | 2     | 0     | —        | —        | 13     | 0      |
| Club Totaal | Club Totaal         | Club Totaal        | Club Totaal     | 11         | 0          | 2     | 0     | 0        | 0        | 13     | 0      |
| 2020/21     | → RSC Anderlecht    | Vlag van België    | Eerste klasse A | 37         | 18         | 4     | 3     | —        | —        | 41     | 21     |
| Club Totaal | Club Totaal         | Club Totaal        | Club Totaal     | 37         | 18         | 4     | 3     | 0        | 0        | 41     | 21     |
| 2021/22     | VfL Wolfsburg       | Vlag van Duitsland | Bundesliga      | 15         | 6          | 1     | 0     | 5        | 2        | 21     | 8      |
| Club Totaal | Club Totaal         | Club Totaal        | Club Totaal     | 21         | 6          | 2     | 0     | 10       | 2        | 33     | 8      |
| TOTAAL      | TOTAAL              | TOTAAL             | TOTAAL          | 112        | 27         | 12    | 3     | 10       | 2        | 134    | 32     |

Bijgewerkt op 7 januari 2002.

## Interlandcarrière
Nmecha werd in Duitsland geboren als kind van Nigeriaanse ouders. Toch koos hij om uit te komen voor de nationale jeugdselecties van Engeland, het land waar hij opgroeide. Nmecha nam in 2017 met Engeland –19 deel aan het EK –19. Engeland won het toernooi, met dank aan twee doelpunten van Nmecha: in de halve finale tegen Tsjechië maakte hij in de derde minuut van de blessuretijd het enige doelpunt van de wedstrijd en ook in de finale tegen Portugal maakte hij het winnende doelpunt. Een jaar later won hij met Engeland –21 ook het Toulon Espoirs-toernooi.
Later koos Nmecha voor Duitsland. Met Duitsland –21 nam hij deel aan het EK –21 van 2019, waar hij de finale verloor tegen Spanje. Nmecha viel tijdens dit toernooi drie keer in: in de tweede groepswedstrijd tegen Servië (6-1-winst), in de halve finale tegen Roemenië en in de finale tegen Spanje. Twee jaar later nam hij deel aan het EK –21 van 2021. Nmecha was ditmaal basisspeler. Met vier goals, waaronder het enige doelpunt in de finale tegen Portugal, had hij een ruim aandeel in de eindzege van Duitsland. Nmecha speelde uiteindelijk twintig keer voor de Duitse beloften, waarin hij twaalf keer scoorde.
In november 2021 riep de Duitse bondscoach Hans-Dieter Flick hem voor het eerst op voor Duitsland. Op 11 november 2021 debuteerde hij in de WK-kwalificatiewedstrijd tegen Liechtenstein, die Duitsland met 9-0 won. Nmecha viel tijdens de rust in bij een 4-0-voorsprong. Vier dagen later viel hij in de 60e minuut in tegen Armenië.
| Interlands van Lukas Nmecha  | Interlands van Lukas Nmecha  | Interlands van Lukas Nmecha  | Interlands van Lukas Nmecha  | Interlands van Lukas Nmecha  | Interlands van Lukas Nmecha  | Interlands van Lukas Nmecha  |
| No.                          | Datum                        | Wedstrijd                    | Uitslag                      | Soort Wedstrijd              | Doelpunten                   |                              |
| Als speler bij VfL Wolfsburg | Als speler bij VfL Wolfsburg | Als speler bij VfL Wolfsburg | Als speler bij VfL Wolfsburg | Als speler bij VfL Wolfsburg | Als speler bij VfL Wolfsburg | Als speler bij VfL Wolfsburg |
| ---------------------------- | ---------------------------- | ---------------------------- | ---------------------------- | ---------------------------- | ---------------------------- | ---------------------------- |
| 1.                           | 11 november 2021             | Duitsland – Liechtenstein    | 9 – 0                        | Kwalificatie WK 2022         | -                            |                              |
| 2.                           | 14 november 2021             | Armenië – Duitsland          | 1 – 4                        | Kwalificatie WK 2022         | -                            |                              |
| Totaal                       | Totaal                       | Totaal                       | Totaal                       | Totaal                       | -                            |                              |

Bijgewerkt tot 7 januari 2022

## Erelijst
| Competitie              |                 |                 |                 |                 |
| Competitie              | Aantal          | Jaren           |                 |                 |
| Manchester City         | Manchester City | Manchester City | Manchester City | Manchester City |
| ----------------------- | --------------- | --------------- | --------------- | --------------- |
| Premier League          | 1x              | 2017/18         |                 |                 |
| League Cup              | 1x              | 2017/18         |                 |                 |
| Engeland –19            |                 |                 |                 |                 |
| EK –19                  | 1x              | 2017            |                 |                 |
| Engeland –21            |                 |                 |                 |                 |
| Toulon Espoirs-toernooi | 1x              | 2018            |                 |                 |
| Duitsland –21           |                 |                 |                 |                 |
| EK –21                  | 1x              | 2021            |                 |                 |

1 Grabara ·
2 Fischer ·
3 Bornauw ·
4 Koulierakis ·
5 Zesiger ·
6 Vranckx ·
9 Amoura ·
10 Nmecha ·
11 Tomás ·
12 Pervan ·
13 Rogério ·
14 Białek ·
16 Kamiński ·
17 Behrens ·
18 Vavro ·
19 Majer ·
20 Baku ·
21 Mæhle ·
22 Angely ·
23 Wind ·
24 Dárdai ·
27 Arnold  ·
29 Müller ·
30 Klinger ·
31 Gerhardt ·
32 Svanberg ·
39 Wimmer ·
40 Paredes ·
Coach: Hasenhüttl